# Libro del Viaje por la Eternidad

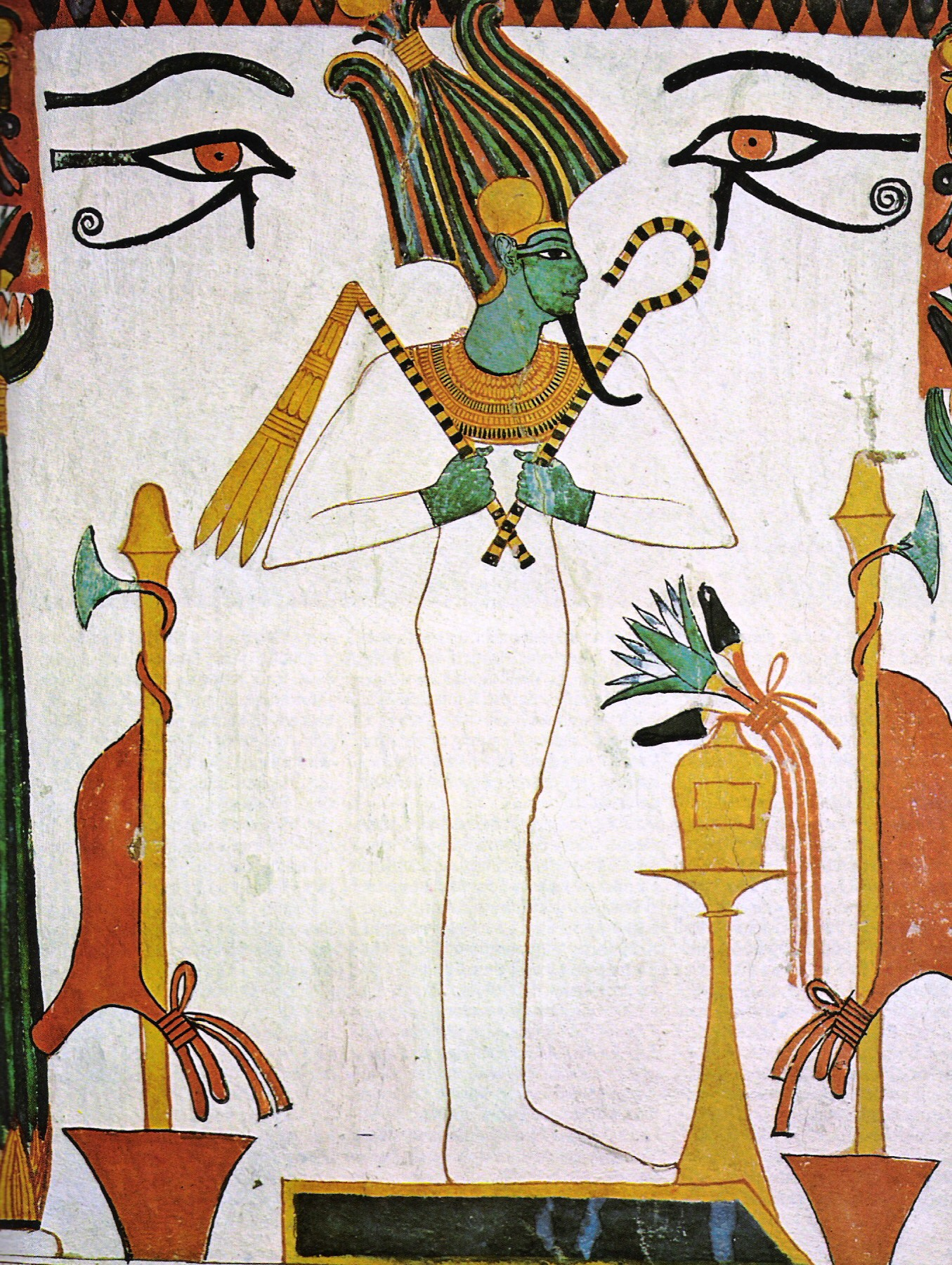
Osiris como soberano del más allá, detalle de la tumba de Sennedjem.

El Libro del Viaje por la Eternidad (mḏꜢ.t n.t sbỉ nḥḥ) es un texto funerario del Antiguo Egipto que fue utilizado principalmente durante el Período Romano de Egipto (30 a. C. - 390). Las copias más antiguas conocidas datan del anterior Período Ptolemaico (332 a. C. - 30 a. C.), por lo que lo más probable es que el libro fuese compuesto entonces. Puede encontrarse, como otros textos funerarios, en versiones más o menos largas.
En esas épocas, este libro, junto a otras nuevas composiciones funerarias como el Libro de las Respiraciones o el Libro del Ba irían sustituyendo gradualmente al Libro de los Muertos, del que el último ejemplar datado es una copia de su capítulo 125 inscrita en un extracto en papiro del Libro del Viaje por la Eternidad del año 64.
El Libro del Viaje por la Eternidad describe cómo el alma del difunto visita los templos sagrados de Egipto y participa en las fiestas y rituales religiosos periódicos, especialmente los relacionados con el dios funerario Osiris. Así se refiere a este dios como:

“El gran dios que reside en la tierra del lago”.

Algunos estudiosos han visto el contenido del libro como una descripción de la Duat, similar a los "libros del inframundo" del Imperio Nuevo (c. 1550-1070 a. C.). Otros, como Jan Assmann, han argumentado que el libro describe el fallecido uniéndose con la comunidad religiosa de los vivos. Erik Hornung dice que en este libro, la esfera de los muertos se ha traído a esta vida, y este Egipto de otro mundo se convirtió en el "templo del mundo", como llegó a ser llamado a finales de la antigüedad clásica.